# R. N. Morris
Pour les articles homonymes, voir Morris.
R. N. Morris, né en 1960 à Manchester, en Angleterre, est un écrivain britannique, auteur de romans policiers. 

## Biographie
Il s'inscrit à l'Université de Cambridge et, alors qu'il est étudiant, il fait paraître sa toute première nouvelle dans un magazine destiné à des adolescentes. Après ses études, il fait carrière dans le journalisme.
En 2006, il publie un premier roman, Taking Comfort, signé Roger Morris.  En 2007, avec L'Âme détournée (The Gentle Axe), il amorce une série de romans policiers historiques consacrée à Porfiry Petrovich, le juge d'instruction à Saint-Pétersbourg dans Crime et Châtiment de Fiodor Dostoïevski. Le deuxième roman de cette série, Le Temps de la vengeance (A Vengeful Longing), est finaliste du Gold Dagger Award 2008 et sélectionné dans la catégorie Meilleur thriller pour les New York Magazine Culture Awards. Le quatrième titre de la série, The Cleansing Flames, est finaliste du Historical Dagger Award 2011.
En 2010, il signe le livret de l'opéra Cocteau dans les bas-fonds (Cocteau in the Underworld) du compositeur Ed Hughes (en). La même année, avec la longue nouvelle intitulée The Exsanguinist, il amorce une seconde série policière historique ayant cette fois-ci pour héros Silas Quinn, un inspecteur-détective chargé de l'unité des crimes spéciaux de Scotland Yard dans le Londres de 1914.

## Œuvre

### Romans signés R. N. Morris

#### SériePorfiry Petrovich
- The Gentle Axe (2007) Publié en français sous le titre L'Âme détournée, Paris, 10/18, coll. « Grands détectives » no 4277, 2009  (ISBN 978-2-264-04795-3)
- A Vengeful Longing (2008) Publié en français sous le titre Le Temps de la vengeance, Paris, 10/18, coll. « Grands détectives » no 4296, 2010  (ISBN 978-2-264-04886-8)
- A Razor Wrapped in Silk (2010) Publié en français sous le titre Les Enfants perdus de l'empire, Paris, 10/18, coll. « Grands détectives » no 4400, 2010  (ISBN 978-2-264-04887-5)
- The Cleansing Flames (2011)

#### SérieSilas Quinn
- Summon Up the Blood (2012)
- The Mannequin House (2012)
- The Dark Palace (2014)
- The Red Hand of Fury (2018)
- The White Feather Killer (2019)
- The Music Box Enigma (2020)

#### Autre roman
- Psychotopia (2019)

### Roman signé Roger Morris
- Taking Comfort (2006)

### Recueil de nouvelles
- The Bridge That Bunuel Built (2012)

### Nouvelles

#### SérieSilas Quinn
- The Exsanguinist (2010)
- The Mannequin and the Monkey (2011)

#### Autres nouvelles
- The Devil's Drum (2001)
- Revenants (2002)

### Autres publications
- Macbeth and the Creature from Hell (2013)
- Frankenstein 2.0 (2014)

## Prix et distinctions

### Nominations
- Gold Dagger Award 2008 pour A Vengeful Longing[1]
- Historical Dagger Award 2011 pour The Cleansing Flames[1]